# هنري مونتجومري (سياسي)
هنري مونتجومري (بالإنجليزية: Henry Montgomery)‏ هو سياسي أمريكي، ولد في 16 يونيو 1858، وتوفي في 8 مارس 1917. حزبياً، نشط في الحزب الديمقراطي. وقد انتخب عضو داكوتا الجنوبية البيت النواب.